# ヤサシイワタシ
『ヤサシイワタシ』は、ひぐちアサによる日本の漫画作品。『月刊アフタヌーン』（講談社）にて2001年1月号から2002年2月号まで連載された。単行本はアフタヌーンKCから全2巻が刊行されている。都内の私立大学を舞台として、写真部の面々のリアルな人間模様を描く。
2018年7月23日に発売された『ひぐちアサ 初期傑作選』第1巻に本作の第3話までが収録されており、第2巻には第4話から最終話までが収録されている。

## あらすじ
大学２年になり写真サークルに入った主人公・芹生弘隆（せりう ひろたか）は、サークル内の問題児、唐須弥恵（からす やえ）と知り合い交際を始める。元彼への未練を隠さず告白してしまったり、弘隆の抱える心の傷を議論の引き合いに出したりと、周囲の心配通り恋人である弘隆に対しても容赦のない奔放振りをみせる弥恵。始めから危うげだった二人の恋の行方は、やがて衝撃の経過をたどり…。

## 主な登場人物
芹生弘隆（せりう ひろたか）
本作品の主人公。中学時代は全国ベスト8に入るほどの優秀なテニスプレイヤーであったが、怪我により選手生命を断絶される。その後一浪して大学に入り無気力のまま過ごしていたが、2年になって入った写真サークルで唐須弥恵（からす やえ）と出会い恋愛関係になる。自身の挫折経験から弥恵が抱える複雑な心理を理解し、彼女を良い方向へ導こうと尽力する。
唐須弥恵（からす やえ）
本作品のヒロイン。弘隆と出会った時点では大学３年生。衝動的かつエキセントリックな言動で常に周囲を動揺させるサークル随一の問題児。幼児性の残る性格で、自己顕示欲旺盛でプライドが高く、努力が苦手で自己を客観視する能力に欠ける傾向にある。複数の男性との交際歴があり、違法薬物を使用したこともある。プロカメラマンを目指して就職活動に励むが思うようにいかず、失意の果てにある決断を下す。なお、父親の友人関係の都合で書類上の偽装結婚･離婚を経験させられており、戸籍上ではバツイチとなっている。
西村澄緒（にしむら すみお）
弘隆の母方の従妹。中学３年生。弘隆に好意を抱いている。複雑な家庭環境に生まれた自分の境遇に打ちひしがれながらも、弘隆の悲しみを癒そうと健気に努力する。物語後半のヒロイン。
新城一仁（しんじょう かずひと）
写真部の先輩で弥恵の元恋人。冷静な弘隆が嫉妬するほどの大きな影響を弥恵の深層心理に及ぼしている。弥恵の並々ならぬファザー・コンプレックスをその家族以外で唯一知る人物。
弓為みゆき（ゆみなり みゆき）
弥恵の親友。弥恵と新城の関係を熟知しており、当時の弥恵の相談相手でもあった。ところどころで弘隆に助言を与え、弥恵と弘隆を取り巻く環境を冷静に見守っていく。
田村 侑衣（たむら ゆい）
弥恵の腹違いの妹。弥恵の母親が死去した後、父親が母親の妹（弥恵にとっての叔母）と再婚した。姉妹で姓が異なるのはそうした複雑な家庭の事情による。姉妹仲は良好。
内堀（うちぼり）
弘隆たちが所属する写真部の部長。場の空気を読み、人を取りまとめるのが上手い。ヘビースモーカー。
安芸（あき）
写真部の部員。はっきりした性格で、弥恵とは相性が悪い。
小川（おがわ）
写真部の部員。カメラオタクで知識も豊富。連載中、なぜか人気が高かったらしい。
切谷（きりや）
写真部の部員。司法試験を目指しているらしい。
山脇（やまわき）
弘隆と同学年で仲が良い。物語後半では写真部の部長。
葵ゆかり（あおい ゆかり）
写真部の撮られる専用部員。天然系。新城と同学部同学科のため仲が良く、弥恵に嫉妬される。
富さん（とみさん）
写真部の部員。おそらく最長老。
瀬谷（せたに）
写真部の部員。ファッションが個性的。

## 書誌情報
- ひぐちアサ『ヤサシイワタシ』講談社〈アフタヌーンKC〉、全2巻

1. 2001年6月20日発売[3]、ISBN 4-06-314267-1
2. 2002年3月19日[4]、ISBN 4-06-314286-8

- ひぐちアサ『ひぐちアサ 初期傑作選』講談社〈KCデラックス〉、全2巻
  1. 2018年7月23日発売[1][5]、ISBN 978-4-06-512063-7
    - 短期連載作品「家族のそれから」、読切「ゆくところ」併録。

  2. 2018年8月23日発売[2]、ISBN 978-4-06-512328-7